# リアル・ライフ (シンプル・マインズのアルバム)
『リアル・ライフ』(Real Life)は、イギリスのロックバンド、シンプル・マインズの9枚目のアルバム。1991年4月8日にリリース。

## 概要
前作『ストリート・ファイティング・イヤーズ』レコーディング後にベーシストのジョン・ギブリンが脱退し、続いて前作リリース後の1990年にキーボーディストのマイケル・マクニールが脱退。バンドはトリオ編成として再始動する。1990年から翌1991年にかけてタウンハウス・スタジオを含む5箇所のスタジオでレコーディング。アルバムは全英2位を記録。スイスでも2位を記録した。全米では74位と前作と同じく伸び悩んだ。

## 収録曲
特筆ない限り全曲ジム・カー、チャーリー・バーチルの作曲。
1. "Real Life" - 4:53
2. "See the Lights" - 4:22
3. "Let There Be Love" - 4:57
4. "Woman" (Burchill, Kerr, Lipson) - 4:40
5. "Stand By Love" - 4:04
6. "Let the Children Speak" - 4:16
7. "African Skies" - 4:52
8. "Ghostrider" - 3:22
9. "Banging on the Door (intro)" - 1:16
10. "Banging on the Door" - 4:22
11. "Travelling Man" (Burchill, Kerr, Lipson) - 3:34
12. "Rivers of Ice" (MacLachlan, Kerr) - 3:30
13. "When Two Worlds Collide" - 4:01

## 参加ミュージシャン
- ジム・カー - ボーカル
- チャーリー・バーチル - ギター、キーボード
- メル・ゲイナー - ドラムス

### その他ミュージシャン
- アルフレッド・ボス - シャフトギター (#7)
- アンディ・ダンカン - パーカッション
- マルコム・フォスター - ベース
- リサ・ゲルマーノ - ヴァイオリン
- キャロル・ケニオン、ソニア・モーガン・ジョーンズ - コーラス
- スティーヴン・リップソン - ベース、キーボード、大太鼓
- ピーター・ジョン・ヴァテス - キーボード